# Leppelsdorf
Leppelsdorf ist ein Gemeindeteil von Lauter (Oberfranken), einer Gemeinde im oberfränkischen Landkreis Bamberg. Das Dorf hatte am 1. Januar 2024 64 Einwohner.
Der Ort liegt nordwestlich des Kernortes Lauter an der St 2281. Durch den Ort fließt die Lauter, die in Baunach in den Fluss Baunach mündet.

## Baudenkmäler
In der Liste der Baudenkmäler in Lauter (Oberfranken) sind für Leppelsdorf zwei Baudenkmäler aufgeführt:
- die katholische Kapelle, ein Satteldachbau mit Sakristeianbau (bezeichnet „1968“) und einem Fassadenturm (bezeichnet „1992“)
- ein Wohnstallhaus, ein zweigeschossiger Sandsteinquaderbau mit Satteldach, bezeichnet „1923“

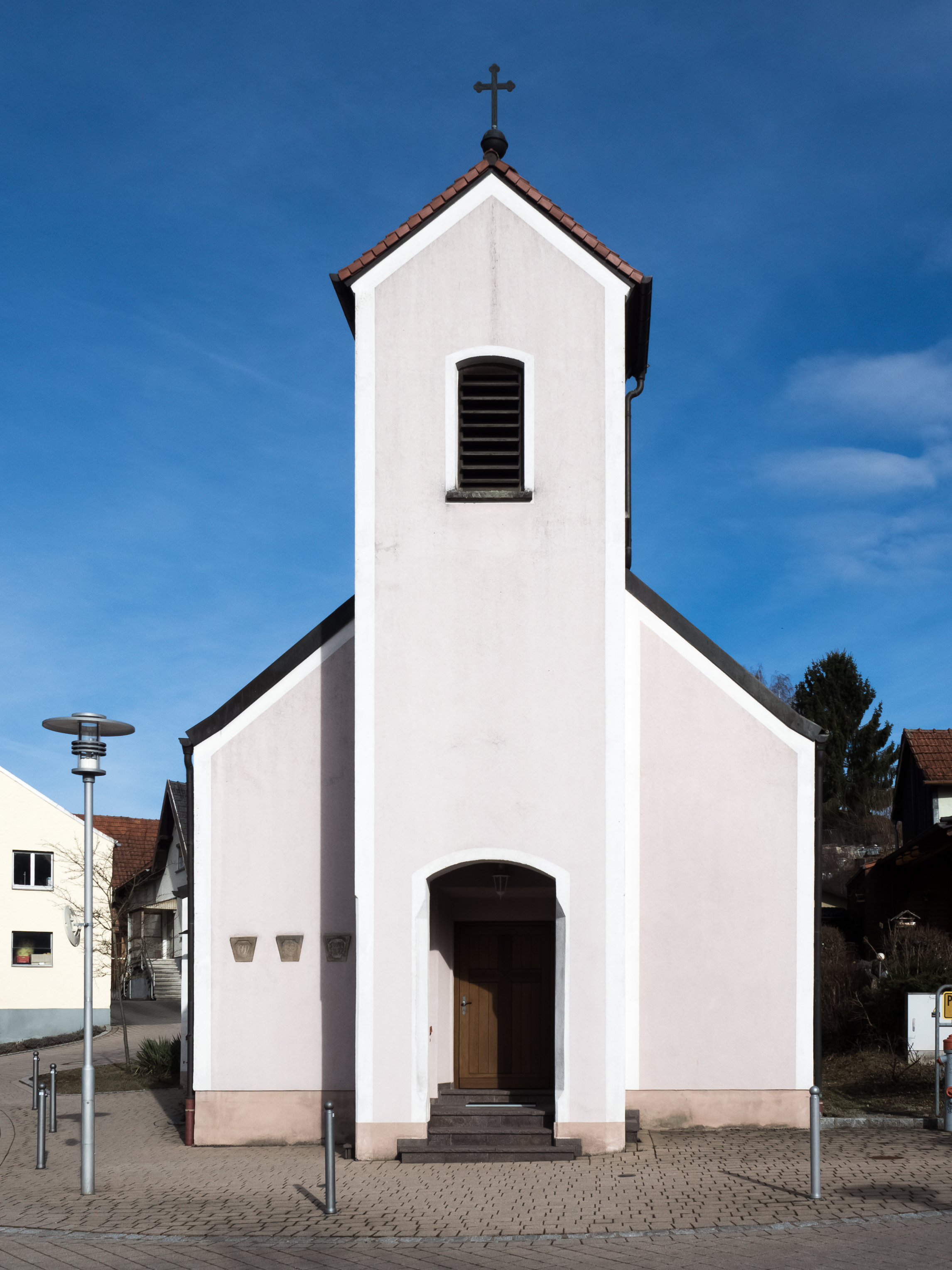
Katholische Kapelle (Krappenhofer Straße 1)
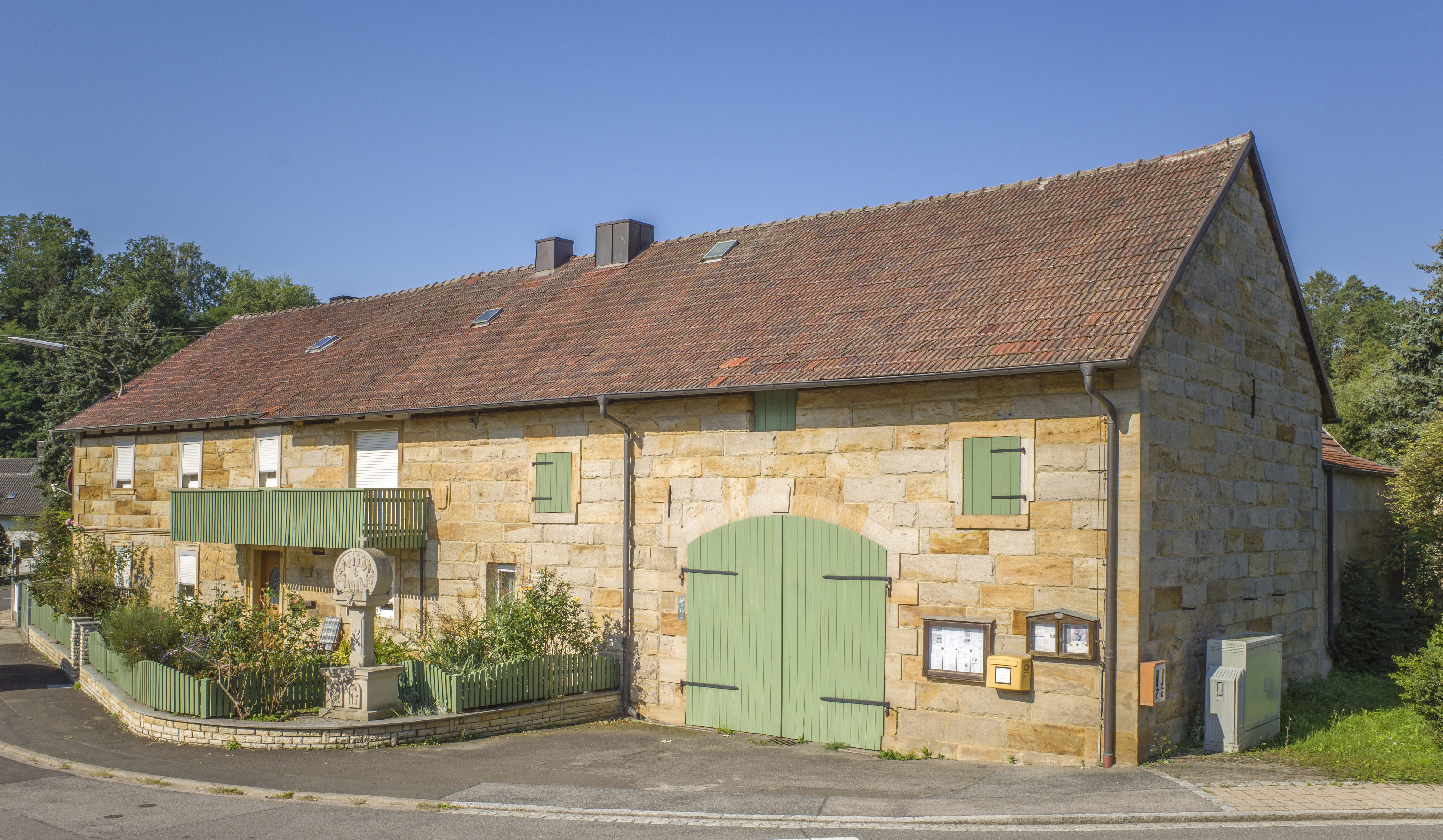
Wohnstallhaus (Brückenstraße 2)